# Tournoi pré-olympique de l'OFC 1996
Navigation
Barcelone 1992 Sidney 2000
Le tournoi pré-olympique de l'OFC 1996 a eu pour but de désigner la nation qualifiée au sein de la zone Océanie pour participer au tournoi final de football, disputé lors des Jeux olympiques d'Atlanta en 1996.
Le tournoi pré-olympique océanien a été disputé entre le 13 et le 31 janvier 1996 selon la formule de championnat en matches aller et retour et dont le vainqueur doit affronter la deuxième meilleure équipe issue du Tournoi pré-olympique de la CONCACAF. Au terme de cette phase éliminatoire, l'Australie a gagné le droit de jouer le barrage intercontinental pour une place qualificative.

## Pays qualifiés
| Dates                    | Lieu      | Places | Qualifiés |
| ------------------------ | --------- | ------ | --------- |
| du 13 au 31 janvier 1996 | Australie | 1      | Australie |

## Format des qualifications
Dans les phases de qualification en groupe disputées selon le système de championnat, en cas d’égalité de points de plusieurs équipes à l'issue de la dernière journée, les critères suivants sont appliqués dans l'ordre indiqué pour établir leur classement :

- Meilleure différence de buts,
- Plus grand nombre de buts marqués.

Dans le système à élimination directe avec des matches aller et retour, en cas d'égalité parfaite au score cumulé des deux rencontres, les mesures suivantes sont d'application :

- Organisation de prolongations et, au besoin, d'une séance de tirs au but, si les deux équipes sont toujours à égalité au terme des prolongations, et
- La règle des buts marqués à l'extérieur est en vigueur.

## Villes et stades
Le tournoi a été disputé à Adélaïde en Australie du 13 au 31 janvier 1996.
| \| Adélaïde \| |
| Adélaïde       |

| Adélaïde |

## Résultats des qualifications

### Tournoi qualificatif
| Rang | Équipe           | Pts | J | G | N | P | Bp | Bc | Diff |  | Résultats (▼ dom., ► ext.) |      |      |      |     |     |
| ---- | ---------------- | --- | - | - | - | - | -- | -- | ---- |  | -------------------------- | ---- | ---- | ---- | --- | --- |
| 1    | Australie        | 18  | 8 | 6 | 0 | 2 | 48 | 4  | +44  |  | Australie                  |      | 0-1  | 10-0 | 7-0 | 9-1 |
| 2    | Nouvelle-Zélande | 18  | 8 | 6 | 0 | 2 | 28 | 9  | +19  |  | Nouvelle-Zélande           | 0-5  |      | 1-2  | 2-0 | 5-1 |
| 3    | Fidji            | 10  | 8 | 3 | 1 | 4 | 12 | 21 | -9   |  | Fidji                      | 0-5  | 1-3  |      | 4-0 | 4-0 |
| 4    | Salomon (en)     | 8   | 8 | 2 | 2 | 4 | 6  | 22 | -16  |  | Salomon (en)               | 2-0  | 0-6  | 1-1  |     | 2-1 |
| 5    | Vanuatu (en)     | 4   | 8 | 1 | 1 | 6 | 5  | 43 | -38  |  | Vanuatu (en)               | 0-12 | 0-10 | 1-0  | 1-1 |     |

#### Détail des rencontres
| 1ère journée    | Fidji | 4 - 0   | Salomon (en)                                                                        | Hindmarsh Stadium Adélaïde, Australie |                                  |
| 13 janvier 1996 | Duguca 22e 23e 31e · M. Masi (en) 33e                                                                            | (4 - 0) |                                                                                     | Arbitrage : Eugene Brazzale (hu)      | Arbitrage : Eugene Brazzale (hu) |
| 13 janvier 1996 | Baledrokadroka - Namawa (en), Naquruwati, Khan, Rasoki - M. Masi (en), Duguca, Work, Nabenu, Baleinuku - E. Masi | Équipes | Solodia - Suraau , Omokirio, Molea, Taka - Beuka, Rifasia - Wabo, Suri, Seni, Bobby | Arbitrage : Eugene Brazzale (hu)      | Arbitrage : Eugene Brazzale (hu) |

| 13 janvier 1996 | Australie                                                                                      | 9 - 1 | Vanuatu (en)    | Hindmarsh Stadium Adélaïde, Australie |                        |
| | Mendez (en) 28e 49e (pen.) · Spiteri 30e 44e 63e · Tiatto 51e · Viduka 62e 83e · Tome (en) 71e | (3 - 0) | Mermer (es) 66e | Arbitrage : Intaz Shah                | Arbitrage : Intaz Shah |
| | Rapport                                                                                        | |                 | Arbitrage : Intaz Shah                | Arbitrage : Intaz Shah |
| Jurić - Tsekenis (en) , Babic, Moore, Tiatto ( 73e Casserly (en)) - Aloisi, Bilokapic (en) ( 60e Tome (en)), Mendez (en), Lozanovski ( 65e Milicic) - Spiteri, Viduka | Équipes                                                                                        | Mansale - Nicolas, Thompson, Yatan ( 70e Ben), Molivaerua - Obed, Namatak, Lauru (it), Karlyp - Mermer (es), Kalo |                 | Arbitrage : Intaz Shah                | Arbitrage : Intaz Shah |

| 2ème journée    | Nouvelle-Zélande | 1 - 2   | Fidji | Hindmarsh Stadium Adélaïde, Australie |                             |
| 15 janvier 1996 | Hay 38e | (1 - 1) | M. Masi (en) 7e · E. Masi 78e | Arbitrage : Massimo Raveino           | Arbitrage : Massimo Raveino |
| 15 janvier 1996 | Rapport |         | | Arbitrage : Massimo Raveino           | Arbitrage : Massimo Raveino |
| 15 janvier 1996 | Paston - Hay, Perry, Wilkinson - Harlock (en), Vicelich, Lines ( 46e Fallon ( 57e Foy (en))), Elliott, Burton - McKenna ( 46e Bunce) | Équipes | Baledrokadroka - Namawa (en), Naquruwati, Rasoki - M. Masi (en), Duguca, Work ( 71e Gata), Nabenu, Baleinuku - E. Masi, Kilaiwaca ( 89e Bokini) | Arbitrage : Massimo Raveino           | Arbitrage : Massimo Raveino |

| 15 janvier 1996 | Salomon (en)         | 2 - 1 | Vanuatu (en) | Hindmarsh Stadium Adélaïde, Australie |                        |
| | Bobby 5e · Beuka 79e | (1 - 1) | Kalo 18e     | Arbitrage : Derek Rugg                | Arbitrage : Derek Rugg |
| | Rapport              | |              | Arbitrage : Derek Rugg                | Arbitrage : Derek Rugg |
| Mautoa - Suraau , Omokirio, Taka, Dara ( 46e Beuka) - Toata (en) ( 88e Lui), Buga , Rukumana - Wabo, Seni, Bobby ( 81e Farodo) | Équipes              | Mansale - Nicolas, Yatan, Molivaerua, Malessas - Obed ( 81e Thompson), Namatak , Karlyp , Tommy ( 64e Felix) - Kalo, Karl ( 70e Mermer (es)) |              | Arbitrage : Derek Rugg                | Arbitrage : Derek Rugg |

| 3ème journée    | Vanuatu (en) | 0 - 10  | Nouvelle-Zélande | Hindmarsh Stadium Adélaïde, Australie |                           |
| 17 janvier 1996 | | (0 - 5) | Elliott 2e 61e 73e · Hay 5e 23e 37e · Vicelich 31e · Fallon 57e · Seales 69e · Bunce 77e                                                     | Arbitrage : Edward Lennie             | Arbitrage : Edward Lennie |
| 17 janvier 1996 | Rapport |         | | Arbitrage : Edward Lennie             | Arbitrage : Edward Lennie |
| 17 janvier 1996 | Mansale - Nicolas, Thompson, Yatan - Obed, Namatak ( 51e Tommy), Karlyp ( 76e Felix), Lauru (it) - Mermer (es), Kalo, Karl | Équipes | Paston - Bunce, Hay, Perry, Wilkinson ( 51e Seales) - Harlock (en), Vicelich, Lines ( 46e Fallon), Elliott, Burton - Foy (en) ( 46e McKenna) | Arbitrage : Edward Lennie             | Arbitrage : Edward Lennie |

| 17 janvier 1996 | Salomon (en) | 2 - 0 | Australie                                                     | Hindmarsh Stadium Adélaïde, Australie |                              |
| |              | (0 - 2, 0 - 4) | Muscat 23e · Mendez (en) 25e (pen.) · Aloisi 47e · Tiatto 88e | Arbitrage : Kaltatak Kalokis          | Arbitrage : Kaltatak Kalokis |
| Solodia - Omokirio, Molea, Taka - Toata (en), Buga, Rukumana - Wabo ( 77e Lui), Suri ( 58e Rifasia), Seni, Bobby ( 73e Beuka) | Équipes      | Bolton - Buljubasic ( 46e Lozanovski), Muscat, Moore ( 46e Aloisi), Tsekenis (en), Tiatto - Mendez (en), Casserly (en), Bilokapic (en) - Spiteri ( 63e Tome (en)), Milicic |                                                               | Arbitrage : Kaltatak Kalokis          | Arbitrage : Kaltatak Kalokis |

| 4ème journée    | Nouvelle-Zélande | 2 - 0   | Salomon (en) | Hindmarsh Stadium Adélaïde, Australie |                                  |
| 19 janvier 1996 | Vicelich 28e · Elliott 64e | (1 - 0) | | Arbitrage : Eugene Brazzale (hu)      | Arbitrage : Eugene Brazzale (hu) |
| 19 janvier 1996 | Paston - Perry, Hay ( 53e Seales), Bunce, Wilkinson - Harlock (en), Vicelich, Elliott, Burton ( 75e Riddle) - Foy (en) ( 58e Fallon), McKenna | Équipes | Mautoa - Suraau, Omokirio, Molea ( 46e Sasau), Taka - Toata (en) ( 46e Farodo), Rifasia, Rukumana - Wabo, Seni ( 78e Wasi), Bobby | Arbitrage : Eugene Brazzale (hu)      | Arbitrage : Eugene Brazzale (hu) |

| 19 janvier 1996 | Australie | 10 - 0 | Fidji | Hindmarsh Stadium Adélaïde, Australie |                        |
| | Viduka 29e 76e · Aloisi 32e · Mendez (en) 50e (pen.) 64e · Lozanovski 63e 65e · Milicic 71e · Tome (en) 81e 83e | (2 - 0) |       | Arbitrage : Derek Rugg                | Arbitrage : Derek Rugg |
| | Rapport | |       | Arbitrage : Derek Rugg                | Arbitrage : Derek Rugg |
| Jurić - Muscat, Babic, Moore, Tsekenis (en), Tiatto ( 54e Bilokapic (en)) - Mendez (en), Lozanovski, Aloisi ( 39e Tome (en)) - Spiteri ( 71e Milicic), Viduka | Équipes | Baledrokadroka - Namawa (en), Naquruwati , Rasoki - M. Masi (en), Duguca ( 58e Bulewa ( 85e Gata)), Work, Nabenu , Baleinuku , 46e - E. Masi , Kilaiwaca ( 48e Bokini ) |       | Arbitrage : Derek Rugg                | Arbitrage : Derek Rugg |

| 5ème journée    | Fidji | 4 - 0   | Vanuatu (en) | Hindmarsh Stadium Adélaïde, Australie |                           |
| 21 janvier 1996 | M. Masi (en) 6e 33e 45e 46e | (3 - 0) | | Arbitrage : Edward Lennie             | Arbitrage : Edward Lennie |
| 21 janvier 1996 | Rapport |         | | Arbitrage : Edward Lennie             | Arbitrage : Edward Lennie |
| 21 janvier 1996 | Sakasi - Bokini, Namawa (en), Naquruwati ( 74e Rauque), Khan ( 19e Kilaiwaca), Rasoki - M. Masi (en) ( 70e Kumak), Work, Nabenu - Pillay, Gata | Équipes | Timothy - Nicolas, Thompson, Yatan, Obed - Karlyp, Tommy ( 61e Felix), Lauru (it) - Mermer (es), Kalo, Karl ( 73e Namatak) | Arbitrage : Edward Lennie             | Arbitrage : Edward Lennie |

| 21 janvier 1996 | Nouvelle-Zélande | 0 - 5 | Australie                                         | Hindmarsh Stadium Adélaïde, Australie |                        |
| |                  | (0 - 3) | Spiteri 1re 16e 55e · Lozanovski 20e · Viduka 57e | Arbitrage : Intaz Shah                | Arbitrage : Intaz Shah |
| | Rapport          | |                                                   | Arbitrage : Intaz Shah                | Arbitrage : Intaz Shah |
| Paston - Perry, Hay ( 76e Seales), Bunce, Wilkinson - Harlock (en), Vicelich, Lines, Fallon ( 58e Foy (en)), Elliott, Burton | Équipes          | Jurić - Muscat ( 69e Casserly (en)), Babic, Moore, Tsekenis (en) ( 46e Bilokapic (en)), Tiatto - Mendez (en), Lozanovski - Spiteri, Viduka , Tome (en) |                                                   | Arbitrage : Intaz Shah                | Arbitrage : Intaz Shah |

| 6ème journée    | Vanuatu (en) | 1 - 1   | Salomon (en) | Hindmarsh Stadium Adélaïde, Australie |                             |
| 23 janvier 1996 | Kalo 6e | (1 - 1) | Seni 10e | Arbitrage : Massimo Raveino           | Arbitrage : Massimo Raveino |
| 23 janvier 1996 | Rapport |         | | Arbitrage : Massimo Raveino           | Arbitrage : Massimo Raveino |
| 23 janvier 1996 | Timothy - Nicolas, Thompson ( 87e Karl), Yatan, Molivaerua - Obed, Namatak, Karlyp ( 14e Felix 77e), Lauru (it) ( 59e Ben) - Mermer (es), Kalo | Équipes | Solodia - Suraau, Omokirio, Taka ( 54e Sasau), Toata (en), Dara, Farodo, Rukumana - Wabo ( 73e Rifasia), Suri, Seni ( 71e Beuka) | Arbitrage : Massimo Raveino           | Arbitrage : Massimo Raveino |

| 23 janvier 1996 | Fidji            | 1 - 3 | Nouvelle-Zélande                        | Hindmarsh Stadium Adélaïde, Australie |                                  |
| | M. Masi (en) 73e | (0 - 2) | Burton 41e · Elliott 42e · Foy (en) 53e | Arbitrage : Eugene Brazzale (hu)      | Arbitrage : Eugene Brazzale (hu) |
| | Rapport          | |                                         | Arbitrage : Eugene Brazzale (hu)      | Arbitrage : Eugene Brazzale (hu) |
| Baledrokadroka - Namawa (en), Naquruwati, Rasoki - M. Masi (en), Work, Nabenu ( 79e Bokini), Baleinuku, Bulewa ( 73e Gata ) - E. Masi, Kilaiwaca ( 46e Pillay) | Équipes          | Paston - Perry, Hay , Bunce, Wilkinson - Harlock (en) ( 58e Jones (en)), Vicelich, Lines, Elliott, Burton ( 73e Seales) - Foy (en) ( 65e Fallon) |                                         | Arbitrage : Eugene Brazzale (hu)      | Arbitrage : Eugene Brazzale (hu) |

| 7ème journée    | Salomon (en) | 1 - 1   | Fidji | Hindmarsh Stadium Adélaïde, Australie |                           |
| 25 janvier 1996 | Bobby 46e | (0 - 0) | E. Masi 71e | Arbitrage : Edward Lennie             | Arbitrage : Edward Lennie |
| 25 janvier 1996 | Mautoa - Suraau, Omokirio, Molea - Toata (en) ( 88e Beuka), Farodo ( 80e Lui), Rifasia ( 80e Suri), Sasau, Rukumana - Wabo, Bobby | Équipes | Baledrokadroka - Bokini ( 59e Bulewa), Namawa (en), Naquruwati, Rasoki - M. Masi (en), Work, Nabenu, Baleinuku - E. Masi, Gata ( 46e Pillay) | Arbitrage : Edward Lennie             | Arbitrage : Edward Lennie |

| 25 janvier 1996 | Vanuatu (en) | 0 - 12 | Australie | Hindmarsh Stadium Adélaïde, Australie |                        |
| |              | (0 - 7) | Bilokapic (en) 2e 56e · Milicic 6e 31e · Bacak (en) 21e 39e 44e · Lozanovski 29e 79e 88e · Tome (en) 61e · Tiatto 72e | Arbitrage : Derek Rugg                | Arbitrage : Derek Rugg |
| Timothy - Nicolas, Thompson, Yatan, Molivaerua, Malessas - Obed, Namatak ( 44e Karl) - Mermer (es), G. Kalo, J. Kalo ( 64e Brown) | Équipes      | Bolton - Buljubasic, Babic, Moore ( 46e Tome (en)), Tiatto - Lozanovski, Casserly (en), Alagich (en), Bacak (en), Bilokapic (en) - Milicic ( 67e Spiteri) | | Arbitrage : Derek Rugg                | Arbitrage : Derek Rugg |

| 8ème journée    | Nouvelle-Zélande | 5 - 1   | Vanuatu (en) | Hindmarsh Stadium Adélaïde, Australie |                                  |
| 27 janvier 1996 | Wilkinson 2e · Fallon 24e 26e · Foy (en) 31e 34e                                                                                                | (5 - 0) | Kalo 80e | Arbitrage : Eugene Brazzale (hu)      | Arbitrage : Eugene Brazzale (hu) |
| 27 janvier 1996 | Bannatyne - Perry ( 46e Riddle), Hay ( 46e Seales), Bunce, Wilkinson - Harlock (en), Vicelich, Lines, Fallon, Elliott ( 55e McKenna) - Foy (en) | Équipes | Mansale ( 46e Timothy ) - Nicolas, Yatan, Molivaerua, Malessas ( 73e Ben) - Obed, Tommy, Lauru (it) - Mermer (es), Brown ( 84e Felix), Kalo | Arbitrage : Eugene Brazzale (hu)      | Arbitrage : Eugene Brazzale (hu) |

| 27 janvier 1996 | Australie                                                                                 | 7 - 0 | Salomon (en) | Hindmarsh Stadium Adélaïde, Australie |                        |
| | Moore 14e · Spiteri 30e 48e · Mendez (en) 40e (pen.) 90e · Viduka 42e · Casserly (en) 51e | (4 - 0) |              | Arbitrage : Intaz Shah                | Arbitrage : Intaz Shah |
| | Rapport                                                                                   | |              | Arbitrage : Intaz Shah                | Arbitrage : Intaz Shah |
| Jurić - Muscat, Babic, Moore , Tsekenis (en), Tiatto ( 46e Casserly (en)) - Mendez (en), Lozanovski ( 46e Alagich (en)), Aloisi - Spiteri, Viduka ( 69e Bacak (en)) | Équipes                                                                                   | Solodia - Suraau , Omokirio, Taka ( 56e Lui), Dara ( 78e Beuka) - Farodo ( 46e Suri), Rifasia , Sasau, Rukumana - Seni , Bobby |              | Arbitrage : Intaz Shah                | Arbitrage : Intaz Shah |

| 9ème journée    | Salomon (en) | 0 - 6   | Nouvelle-Zélande | Hindmarsh Stadium Adélaïde, Australie |                        |
| 29 janvier 1996 | | (0 - 5) | Burton 2e · Elliott 38e 78e · Foy (en) 39e 41e · Fallon 40e                                                                                      | Arbitrage : Intaz Shah                | Arbitrage : Intaz Shah |
| 29 janvier 1996 | Solodia - Omokirio, Molea - Toata (en), Farodo ( 71e Wasi), Sasau, Rukumana - Wabo ( 31e Beuka), Suri ( 46e Lui), Seni, Bobby | Équipes | Paston - Perry, Hay, Bunce, Wilkinson ( 59e Seales) - Harlock (en) ( 75e Jones (en)), Vicelich, Lines, Elliott , Burton ( 35e Fallon) - Foy (en) | Arbitrage : Intaz Shah                | Arbitrage : Intaz Shah |

| 29 janvier 1996 | Fidji   | 0 - 5 | Australie                                                            | Hindmarsh Stadium Adélaïde, Australie |                             |
| |         | (0 - 1) | Aloisi 3e · Viduka 58e · Tiatto 69e · Lozanovski 80e · Tome (en) 89e | Arbitrage : Massimo Raveino           | Arbitrage : Massimo Raveino |
| | Rapport | |                                                                      | Arbitrage : Massimo Raveino           | Arbitrage : Massimo Raveino |
| Baledrokadroka - Bokini, Namawa (en), Naquruwati - M. Masi (en), Nabenu, Work ( Kilaiwaca), Baleinuku - E. Masi, Gata, Rauque | Équipes | Jurić - Muscat, Babic, Moore, Tsekenis (en) ( 79e Alagich (en)), Tiatto - Mendez (en) ( 46e Tome (en)), Lozanovski, Aloisi ( 81e Casserly (en)) - Spiteri , Viduka |                                                                      | Arbitrage : Massimo Raveino           | Arbitrage : Massimo Raveino |

| 10ème journée   | Vanuatu (en) | 1 - 0   | Fidji | Hindmarsh Stadium Adélaïde, Australie |                           |
| 31 janvier 1996 | Malessas 61e | (0 - 0) | | Arbitrage : Edward Lennie             | Arbitrage : Edward Lennie |
| 31 janvier 1996 | Rapport |         | | Arbitrage : Edward Lennie             | Arbitrage : Edward Lennie |
| 31 janvier 1996 | Timothy - Nicolas, Thompson ( 59e Malessas), Yatan, Molivaerua - Obed, Namatak, Lauru (it) - Mermer (es) ( 78e Tommy), Kalo, Karl | Équipes | Aropio - Namawa (en) ( 85e Pillay), Naquruwati, Rasoki - M. Masi (en), Work, Nabenu, Baleinuku, Kumar - E. Masi, Rauque ( 51e Bulewa) | Arbitrage : Edward Lennie             | Arbitrage : Edward Lennie |

| 31 janvier 1996 | Australie | 0 - 1 | Nouvelle-Zélande | Hindmarsh Stadium Adélaïde, Australie |                             |
| |           | (0 - 0) | Elliott 55e      | Arbitrage : Massimo Raveino           | Arbitrage : Massimo Raveino |
| | Rapport   | |                  | Arbitrage : Massimo Raveino           | Arbitrage : Massimo Raveino |
| Bolton - Muscat, Moore , Alagich (en), Casserly (en), Tiatto ( 46e Bilokapic (en)) - Lozanovski ( 46e Babic), Mendez (en), Tome (en) - Spiteri, Milicic ( 46e Viduka) | Équipes   | Paston - Perry, Hay, Bunce, Wilkinson ( 65e Seales) - Harlock (en) , Vicelich , Lines, Fallon, Elliott - Foy (en) ( 89e Riddle) |                  | Arbitrage : Massimo Raveino           | Arbitrage : Massimo Raveino |

### Barrage intercontinental (CONCACAF / OFC)
Le vainqueur du tournoi pré-olympique de l'OFC doit affronter la deuxième meilleure équipe issue du tournoi pré-olympique de la CONCACAF lors d'un barrage intercontinental pour une dernière place qualificative. L'Australie l'emporte sur le Canada.
| Équipe 1 | Résultat | Équipe 2  | Aller | Retour |
| -------- | -------- | --------- | ----- | ------ |
| Canada   | 2 - 7    | Australie | 2 - 2 | 0 - 5  |

#### Détail des rencontres
| 26 mai 1996 | Canada        | 2 - 2 | Australie                    | Commonwealth Stadium Edmonton, Canada               |                                                     |
| | Xausa 21e 88e | (1 - 1) | Lozanovski 31e · Spiteri 54e | Spectateurs : 13 049 Arbitrage : Kim Milton Nielsen | Spectateurs : 13 049 Arbitrage : Kim Milton Nielsen |
| | Rapport       | |                              | Spectateurs : 13 049 Arbitrage : Kim Milton Nielsen | Spectateurs : 13 049 Arbitrage : Kim Milton Nielsen |
| Shepherd - Hikida, Pizzolitto, de Vos, Macey - Thompson, Xausa, Nash ( 46e Capasso), D'Onofrio (en) - Franks (en) ( 74e Sumner (en)), Heald (en) ( 52e Rhode) | Équipes       | Jurić - Muscat, Babic, Foxe - Lozanovski, Moric (en), Mendez (en) ( 68e Aloisi), Tiatto, Tsekenis (en) - Viduka ( 79e Hassell), Spiteri |                              | Spectateurs : 13 049 Arbitrage : Kim Milton Nielsen | Spectateurs : 13 049 Arbitrage : Kim Milton Nielsen |

| 2 juin 1996 | Australie                                                          | 5 - 0 | Canada | Sydney Football Stadium Sydney, Australie    |                                              |
| | Foxe 16e · Lozanovski 58e · Viduka 82e · Agostino 85e · Muscat 87e | (1 - 0) |        | Spectateurs : 25 809 Arbitrage : Ali Bujsaim | Spectateurs : 25 809 Arbitrage : Ali Bujsaim |
| | Rapport                                                            | |        | Spectateurs : 25 809 Arbitrage : Ali Bujsaim | Spectateurs : 25 809 Arbitrage : Ali Bujsaim |
| Jurić - Muscat, Babic, Foxe - Lozanovski ( 83e Casserly (en)), Moric (en), Mendez (en) ( 24e Enes), Tiatto, Tsekenis (en) - Viduka, Spiteri ( 68e Agostino) | Équipes                                                            | Shepherd - Hikida, Pizzolitto, de Vos, Macey ( 37e Nash) - Thompson, Xausa ( 62e Wood), Capasso, D'Onofrio (en) - Franks (en) ( 73e Rhode), Heald (en) |        | Spectateurs : 25 809 Arbitrage : Ali Bujsaim | Spectateurs : 25 809 Arbitrage : Ali Bujsaim |